# 維納尼亞盆地
維納尼亞盆地（Veneneia，發音：/vɛnɪˈniːə/ ven-i-NEE-ə）是小行星灶神星上的第二大撞擊坑，中心位置在52°S, 170°E，直徑395公里，相當於灶神星赤道直徑的70%，是太陽系最大的撞擊坑之一。

## 概要
維納尼亞盆地年齡大約是20億年，部分區域已被更巨大的雷亞希爾維亞盆地覆蓋，且它的部分地表特徵已消失。該盆地是由曙光號探測器發現於2011年，以其中一位維斯塔貞女維納尼亞命名。
灶神星的北半球有一系列以維納尼亞盆地為中心的槽構造。一般相信這是因為強大撞擊而造成。其中最巨大的農神節槽溝寬度約39公里，長度超過400公里。